# Uniwersytet w Augsburgu
Uniwersytet w Augsburgu (niem. Universität Augsburg) – niemiecka uczelnia publiczna w Augsburgu utworzona w 1970 roku. Jest samodzielną organizacją, wspieraną finansowo przez rząd Bawarii.

## Struktura organizacyjna
W skład uczelni wchodzą następujące jednostki organizacyjne: 
- Wydział Informatyki Stosowanej
- Wydział Business Administration i Ekonomii
- Wydział Teologii Katolickiej
- Wydział Prawa
- Wydział Matematyki, Nauk Przyrodniczych i Inżynierii Materiałowej
- Wydział Filologii i Historii
- Wydział Filozofii i Nauk Społecznych.